# Spite Your Face/OKFM
Spite Your Face/OKFM è un singolo discografico su vinile di Foetus (in questo caso il nome usato è Foetus Under Glass). Venne pubblicato dalla Self Immolation nel 1981. È contemporaneamente il debutto del progetto di J. G. Thirlwell a nome Foetus e dell'etichetta Self Immolation. Come molte delle prime incisioni di Foetus, Spite Your Face/OKFM era un'edizione limitata a sole 1 000 copie.

## Tracce
1. Spite Your Face
2. OKFM – 6:10

OKFM appare, in una versione modificata, anche nell'album Sink.

## Formazione
- J. G. Thirlwell (come Foetus Under Glass) - Performance, produzione